# Peter Campus
Peter Campus (New York, 1937) è un artista statunitense, noto per il suo lavoro pionieristico nella videoarte dei primi anni '70. Il suo lavoro si trova in raccolte di importanti musei e gallerie, tra cui il MoMA di New York, il Whitney Museum, il Guggenheim Museum, la Tate Modern, il Reina Sofia e il Centre Pompidou.

## Biografia
Dopo il servizio militare, ha studiato tecniche di montaggio e ha lavorato nel cinema come direttore di produzione, realizzando documentari fino al primi anni 1970. Durante questo periodo ha sviluppato un interesse per la Minimal Art, stringendo amicizia con lo scultore Robert Grosvenor. Ha lavorato con Otto Piene e Aldo Tambellini al Black Gate Theatre dell'East Village a New York. Nelle sue scelte professionali è stato incoraggiato da Robert Smithson, Nancy Holt, Bruce Nauman, Yvonne Rainer e Joan Jonas. Nel 1970, all'età di 33 anni, Campus ha acquistato la sua prima attrezzatura video,
ottenendo un rapido successo per una serie di opere video seminali che hanno esplorato i problemi del rapporto fra l'identità e realtà rovesciando il  rapporto tra lo spettatore e l'opera. Dynamic Field Series, Double Vision, Kiva sono i primi lavori prodotti nel 1971
Le prime ricerche di Campus producono sia videotapes che installazioni interattive a circuito chiuso tesi a mettere in crisi la percezione del reale.
Interface (1972), Stasis (1973), Shadow Projection and Negative Crossing (1974), Mem and Dor (1975), Mask Projections, Lus and Num (1976) And aen (1977), sono videoinstallazioni che hanno sperimentato una grande varietà di situazioni spaziali e di effetti visivi come il feedback, il mirroring, la distorsione delle immagini e la proiezione delle ombre, e che hanno ricevuto molte attenzioni e una vasta gamma di diverse interpretazioni critiche, fra le complesse questioni di corpo e identità, vero e falso nella percezione, presenza e assenza, stupore e narcisismo.
Meigh Andrews nella sua Una storia di videoarte descrive questi lavori come tentativi di "sfidare deliberatamente lo spettatore proponendogli una inconsueta immagine di sé. La configurazione dello spazio e l'esperienza vissuta dal pubblico nell'installazione hanno rafforzato il senso e il valore delle sue ricerche"